# SO213iWR
mova SO213iWR（ムーバ・エスオー に いち さん アイ・ダブルアール）は、ソニー・エリクソン・モバイルコミュニケーションズ（現・ソニーモバイルコミュニケーションズ）が開発した、NTTドコモによる第二世代携帯電話の製品である。愛称は、「RADIDEN」（ラジデン）。

## 概要
2005年8月29日発表。10月1日発売。
FMラジオ、AMラジオ、アナログテレビ音声（VHF帯）3バンドに対応するラジオチューナーが内蔵されている。携帯電話の背面は、ラジオ専用の液晶、選局ボタンなどが配備されている。ラジオ部分は携帯電話の電源と独立した構造となっており、携帯電話の電源を切ってもラジオの聴取が可能である。もちろん、iモードやメールをしながらラジオを聞く、という使い方も可能。
携帯電話としては珍しくFMラジオ、AMラジオ、テレビ（VHFのみ。テレビは音声での受信）の3バンドに対応。AMラジオの搭載は珍しい。本来AMラジオは携帯電話内部の機器から発生するノイズが原因で、雑音が混じってしまう。その影響もあって、この機種が発売されるまでAMラジオを搭載する携帯電話はなかった。しかし、本機においては、それらの機器から発されるノイズを除去した上、アンテナなどをノイズの影響を受けない配置としたことで、AMラジオの受信が実現した。
携帯電話としては「premini」と同じ21xシリーズのため、カメラ、iアプリ、赤外線通信などには対応していない。なお、FOMAでは、扱う周波数帯が高く（2GHz帯）、技術的な問題を解決できなかったため、最終的にmovaでの発売となった。
2011年7月24日中に被災3県以外のアナログテレビ放送が停波し、2012年3月31日にmovaのサービスと被災3県のアナログテレビ放送も完全停波したため、完動品であっても現在はAM/FMラジオとしての機能以外は使用できない。なお、FMラジオに限定すれば後のXperiaシリーズにも搭載されている機種が存在する（AMラジオは各局のFM補完中継局で対応）がそれもNHKネットラジオ らじる★らじるやradiko等のインターネットラジオに、ワンセグも含めたテレビもNHKプラス等のインターネットテレビやBDレコーダー等（ソニーグループではBDZやnasne）との連携によるリモート視聴に、それぞれ取って代わられた。

## 歴史
- 2005年8月2日：電気通信端末機器審査協会 (JATE) 審査を通過。
- 2005年8月29日：NTTドコモから発表。
- 2005年10月1日：発売。
- 2011年7月24日：アナログテレビ放送停波（被災3県を除く）。
- 2012年3月31日：movaと被災3県のアナログテレビ放送が停波。これ以降、AM/FMラジオとしてしか用をなさなくなる。